# Brian Bosworth
Brian Keith Bosworth (Oklahoma City, 9 marzo 1965) è un attore ed ex giocatore di football americano statunitense che ha giocato nel ruolo di linebacker per i Seattle Seahawks della National Football League (NFL).  Al college giocò a football all'Università dell'Oklahoma. Divenne famoso per la sua personalità estroversa, i controversi commenti sulla NCAA,  le bizzarre acconciature e i rischiosi stunt a Hollywood.

## Carriera nel football

### Seattle Seahawks
Prima di entrare nel Draft supplementare del 1987, Bosworth mandò lettere a diverse squadre della NFL affermando che, se lo avessero scelto, non si sarebbe presentato al loro training camp e non avrebbe giocato per loro. Come scherzo, i Tacoma Stars della Major Indoor Soccer League lo scelsero nel dodicesimo giro del draft 1987, col general manager che affermò di averlo scelto: "non aveva ricevuto alcuna lettera che dicesse che non avrebbe giocato per loro".
Bosworth fu scelto dai Seahawks nel Draft supplementare del 1987 e con essi firmò il più ricco contratto della storia della squadra e il maggiore contratto della storia per un rookie della NFL all'epoca: 10 anni per 11 milioni di dollari. Dopo essere stato scelto dai Seahawks, Bosworth fece causa alla NFL per avere diritto di indossare il numero 44 (che indossava al college) e i Seahawks fecero una petizione per cambiare le regole, poiché la NFL impediva ai linebacker di indossare numeri dal 40 in su, ma senza successo. Bosworth alla fine optò per il numero 55 di maglia.
Bosworth firmò con la squadra di Seattle che non era riuscita raggiungere i playoff nelle ultime due stagioni (un record di 10-6 nel 1986 fu sufficiente solo per arrivare terza nella AFC West). Disputò 12 gare nella sua stagione da rookie, giocando bene nella maggior parte di esse, ma diventando noto per la sua personalità sopra le righe. Prima dell'inizio della prima gara della stagione, contro i Denver Broncos, Bosworth provocò il quarterback di Denver John Elway. 10.000 tifosi di Denver indossarono magliette da 15 dollari con la scritta "BAN THE BOZ" ("Squalificate Boz") senza sapere che quelle magliette erano prodotte dalla compagnia di Bosworth.
Prima di una gara del Monday Night Football del 1987 contro i Los Angeles Raiders, i Seahawks avevano già battuto i loro rivali di division una volta in quella stagione, quando Bosworth insultò il running back rookie Raiders Bo Jackson e promise nella conferenza stampa precedente all'evento che lo precedeva che avrebbe contenuto l'avversario. Avendo debuttato solo quattro settimane prima, Jackson aveva giocato in maniera notevole ma i Raiders avevano sempre perso.
Bosworth tuttavia non riuscì a mantenere la promessa, con Jackson che finì col correre 221 yard e segnare 3 touchdown. Nella parte iniziale della gara, Bosworth si trovò uno-contro-uno con Jackson nei pressi della goal line ma non riuscì a fermare e Bo segnò il primo dei suoi tre TD.
Bosworth fu costretto a ritirarsi dopo due sole stagioni nel 1989, a causa di un infortunio alla spalla subito nella stagione precedente. Il medico della squadra Pierce E. Scranton Jr. spiegò che "Brian era un venticinquenne con le spalle di un sessantenne."
Ricordato per la sua carriera professionistica che deluse le grandi aspettative su di lui, Bosworth fu classificato al sesto posto tra i peggiori flop degli ultimi 25 anni da ESPN nel 2004 e al numero tre tra le peggiori scelte del draft da NFL Network. Nel secondo caso, Bosworth fu l'unico giocatore che accettò di essere intervistato per quel programma. Uno dei suoi contemporanei, Matt Millen, difese Bosworth, dicendo di ricordare un eccellente linebacker, che fu solo rallentato dagli infortuni e che molte persone lo ricordano solo per quella gara nel Monday Night Football contro i Raiders, in cui Millen giocava per Los Angeles.
Bosworth fece un'apparizione durante il commento di un Monday Night Football tra Seattle Seahawks e Oakland Raiders il 6 novembre 2006. Durante quella discussione, asserì di non avere rimpianti riguardo alla sua carriera nel football ma che avrebbe voluto che lui e Bo Jackson potessero avere avuto carriere più lunghe. Inoltre disse di pensare che lui e Jackson avrebbero potuto sviluppare una buona rivalità se avessero potuto giocare di più.
Nel 2015, Bosworth è stato inserito nella College Football Hall of Fame.

## Palmarès
- Butkus Award: 2

1985, 1986
- PFWA All-Rookie Team - 1987
- College Football Hall of Fame

## Statistiche
| Partite totali    | 24  |
| Sack              | 4,0 |
| Fumble recuperati | 3   |

## Filmografia

### Cinema
- Forza d'urto (Stone Cold), regia di Craig R. Baxley (1991)
- Faccia da bastardo (One Tough Bastard), regia di Kurt Wimmer (1995)
- Virus, regia di Allan Goldstein (1996)
- Forza d'urto 2 (Back in Business), regia di Philippe Mora (1997)
- Three Kings, regia di David O. Russell (1999)
- Mach 2, regia di Fred Olen Ray (2000)
- The Operative, regia di Robert Lee (2000)
- Phase IV, regia di Bryan Goeres (2001)
- L'altra sporca ultima meta (The Longest Yard), regia di Peter Segal (2005)
- Rock Slyde, regia di Chris Dowling (2009)
- Down and Distance, regia di Brian J. De Palma (2010)
- Revelation Road: The Beginning of the End, regia di Gabriel Sabloff (2013)
- What Men Want - Quello che gli uomini vogliono (What Men Want), regia di Adam Shankman (2019)

### Televisione
- MADtv – serie TV, episodio 2x11 (1997)
- Nash Bridges – serie TV, episodio 6x05 (2000)
- CSI: Miami – serie TV, episodio 4x10 (2005)
- Blue Mountain State – serie TV, episodio 2x03 (2010) (se stesso)

## Doppiatori italiani
- Alessandro Rossi in Forza d'urto
- Michele Gammino in Forza d'urto 2
- Roberto Draghetti in L'altra sporca ultima meta
- Davide Marzi in CSI: Miami